# Estádio André Moura
Estádio André Moura – stadion piłkarski, w Pirambu, Sergipe, Brazylia, na którym swoje mecze rozgrywa klub Olímpico Pirambu Futebol Clube.